# Quai de l'Université
Le quai de l'Université (russe : Университетская набережная) est un quai long de 1 200 mètres situé sur la rive droite de la rue Bolshaya Neva, sur l'Île Vassilievski à Saint-Pétersbourg, en Russie. Débutant à la pointe de l'Île Vassilievski, il s'étend entre le Pont du Palais et le Pont de l'Annonciation. 

## Description
La rive a été revêtue de granit dans les années 1805-1810 (partie orientale), 1831-1834 (partie occidentale) et les années 1850 (près du pont de l'Annonciation). Le quai comprend un remarquable ensemble de bâtiments de style Baroque Pétrovien du début du XVIIIe siècle, comme la Kunstkamera, les Douze Collèges, le Palais Menchikov, ainsi que le bâtiment néoclassique de l'Académie des Arts. 
Le quai était autrefois relié à la rive gauche par le biais du pont Isaakiyevsky Pontone, construit en 1819-1841 en face de la Place du Sénat.
L'un des campus de l'Université d'État de Saint-Pétersbourg, abritée dans les Douze Collèges et plusieurs autres bâtiments, la branche de Saint-Pétersbourg de l'Académie des Sciences de Russie, le musée d'Ethnographie et d'Anthropologie (hébergé dans la Kunstkamera) et le Musée Zoologique sont tous situés le long du quai.

Le quai a été nommé d'après l'université en 1887.

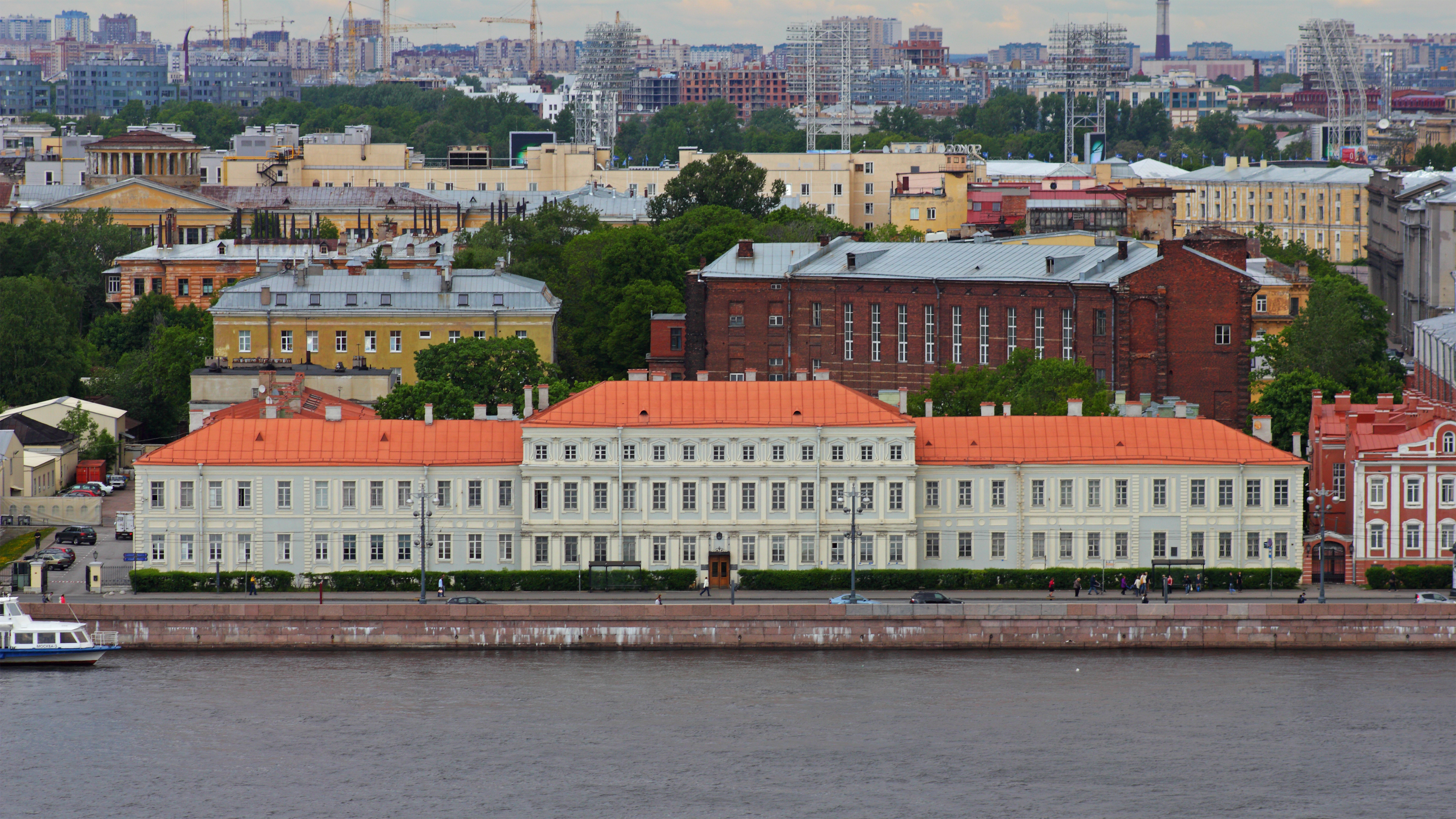
Université d'Etat
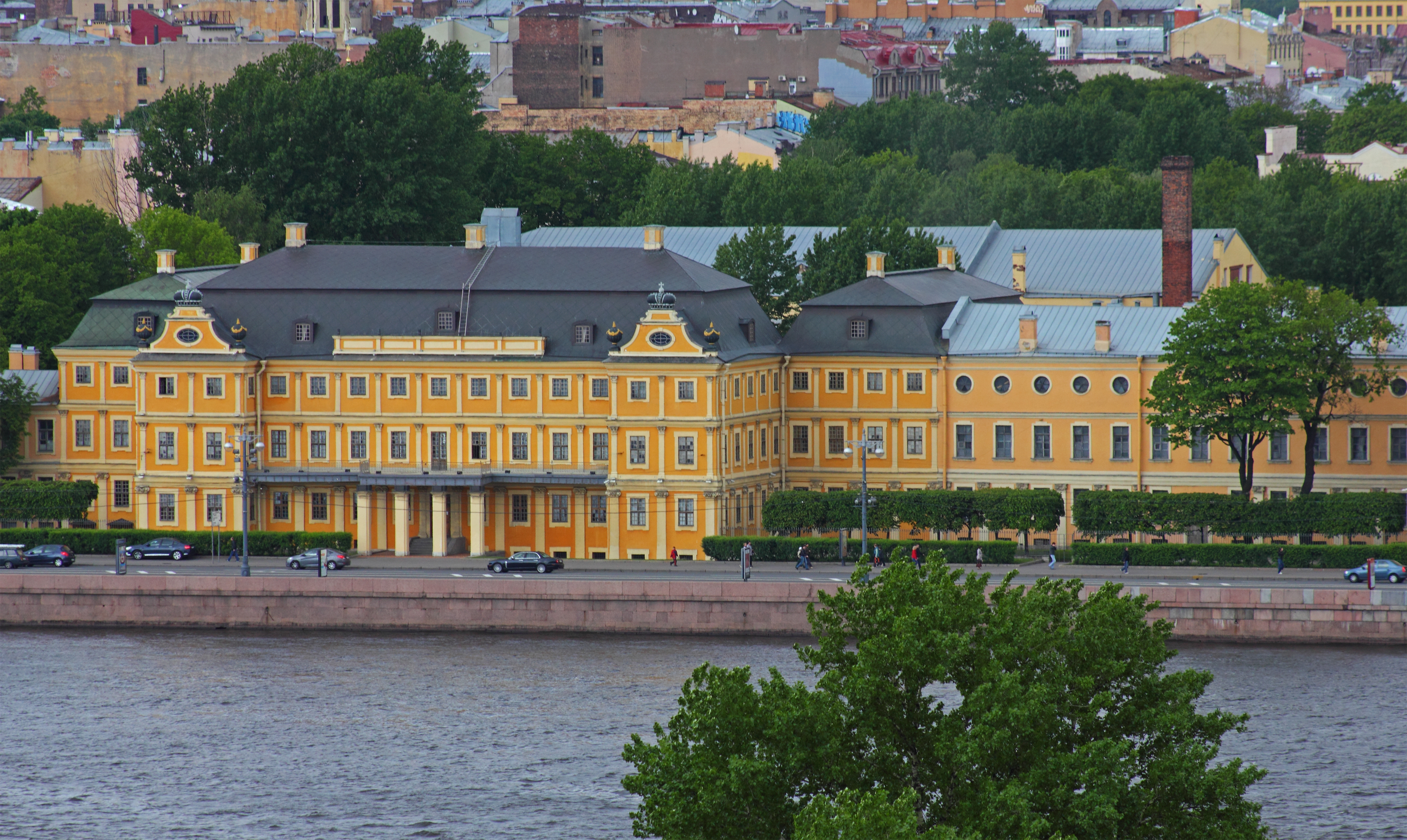
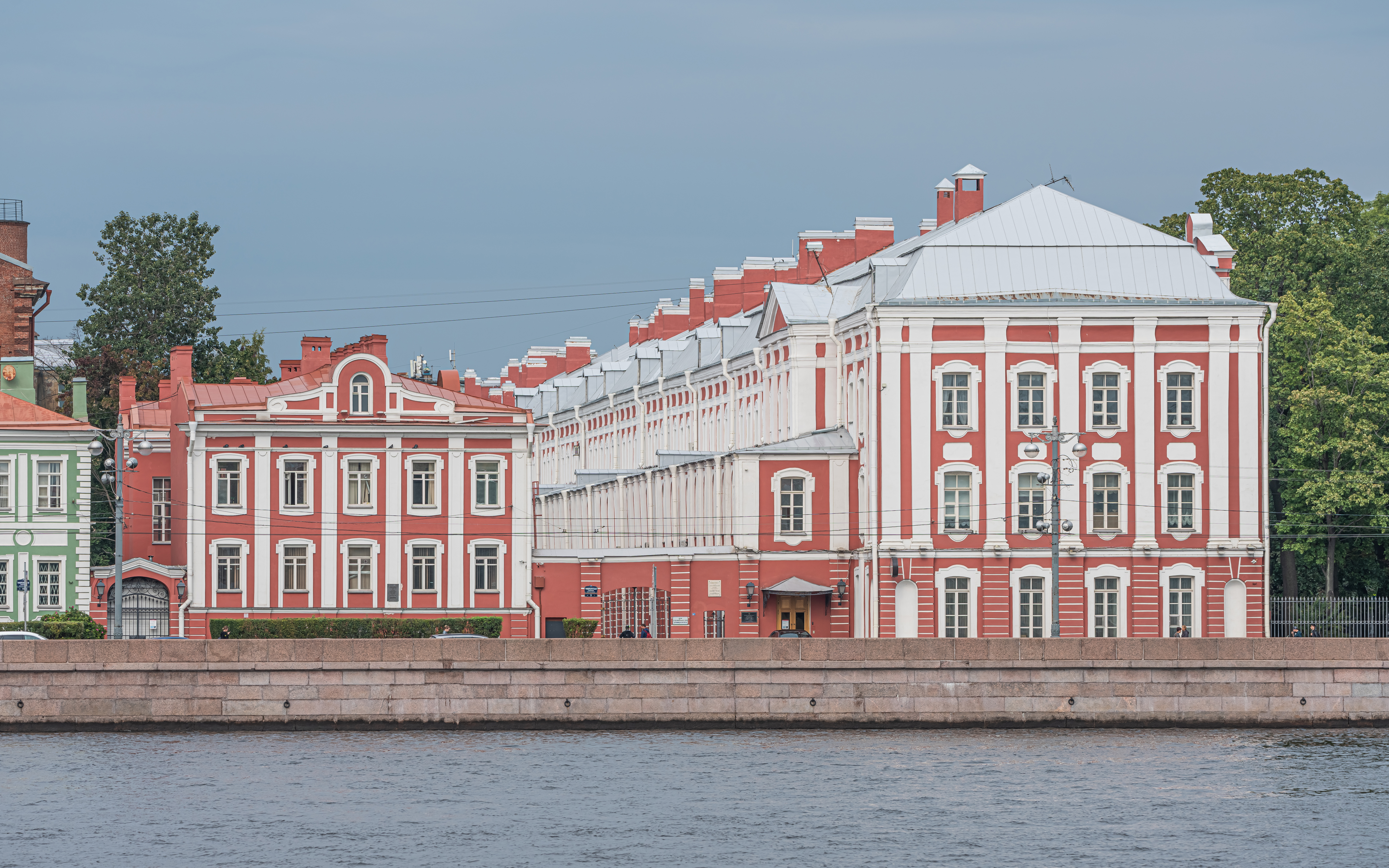
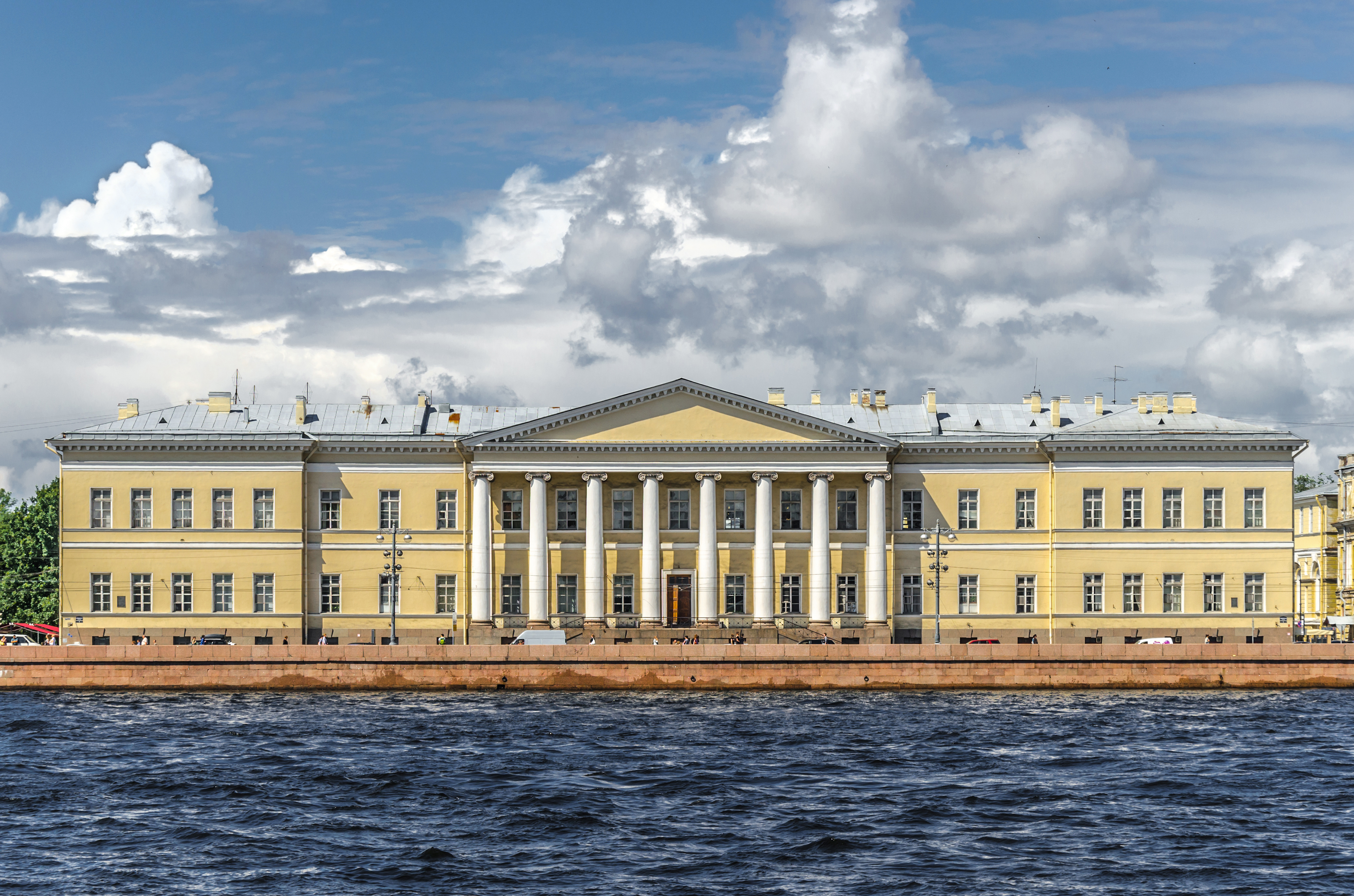
Académie des Sciences russe
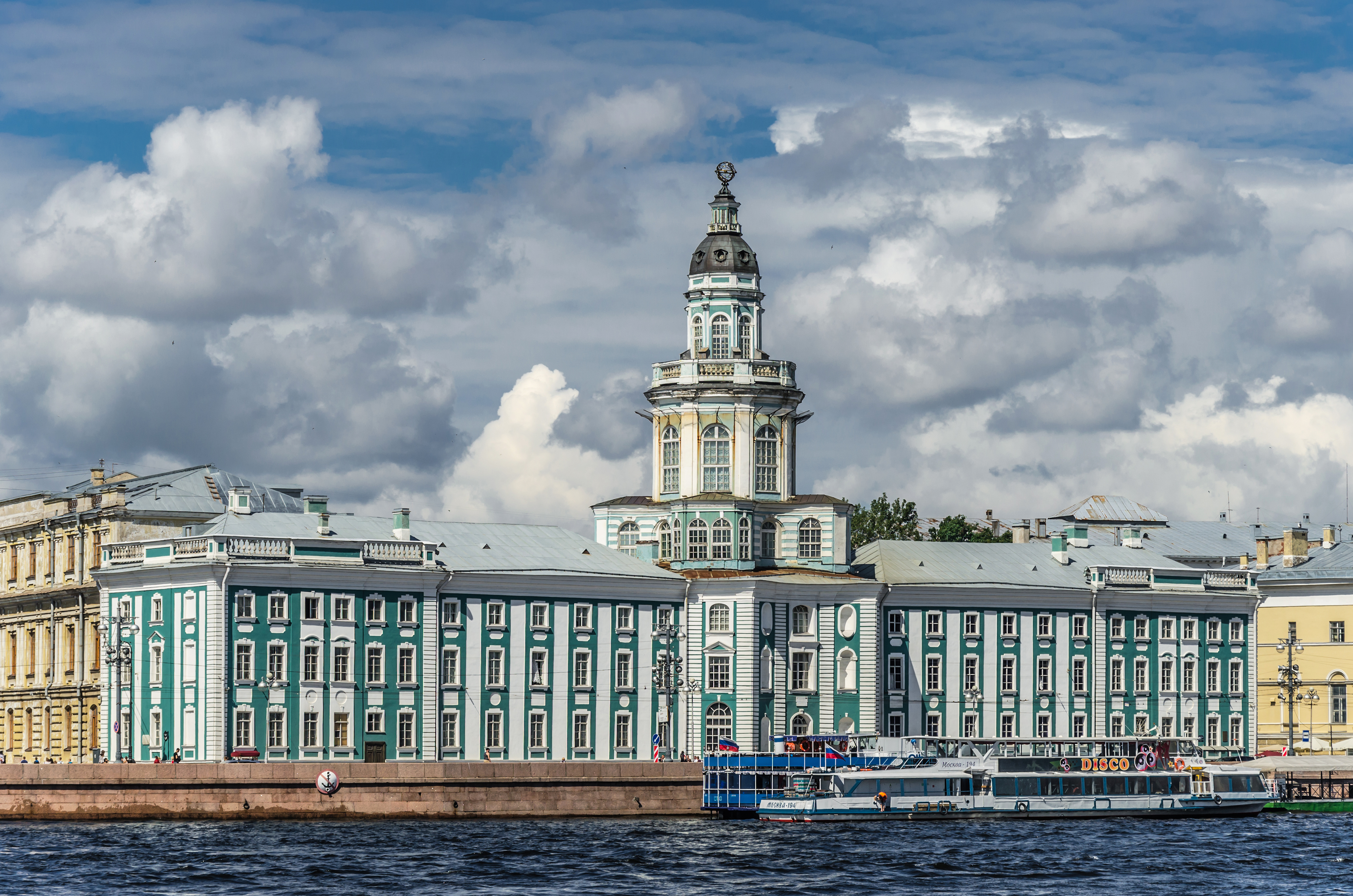
Kunstkamera

## Sphinx
Un quai en face du bâtiment de l'Académie des Arts, orné de deux authentiques sphinx du Pharaon Amenhotep III, ramenés en 1832 de Thèbes, en Égypte, a été conçu par Konstantin Thon et construit en 1832-1834. Il est surnommé quai aux sphinx mais est en fait le quai de l'Université. 

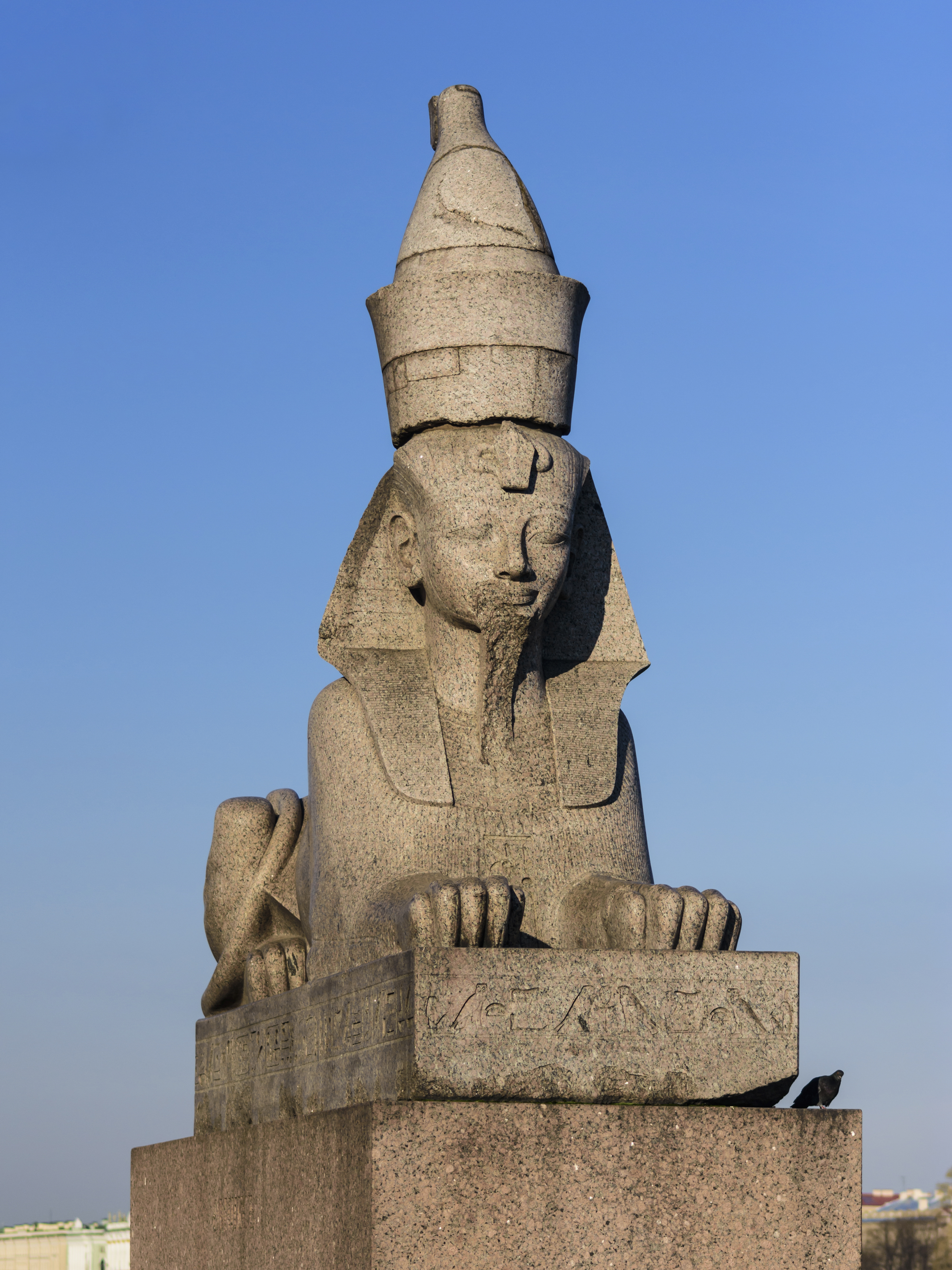
L'un des deux sphinx égyptiens sur le quai.
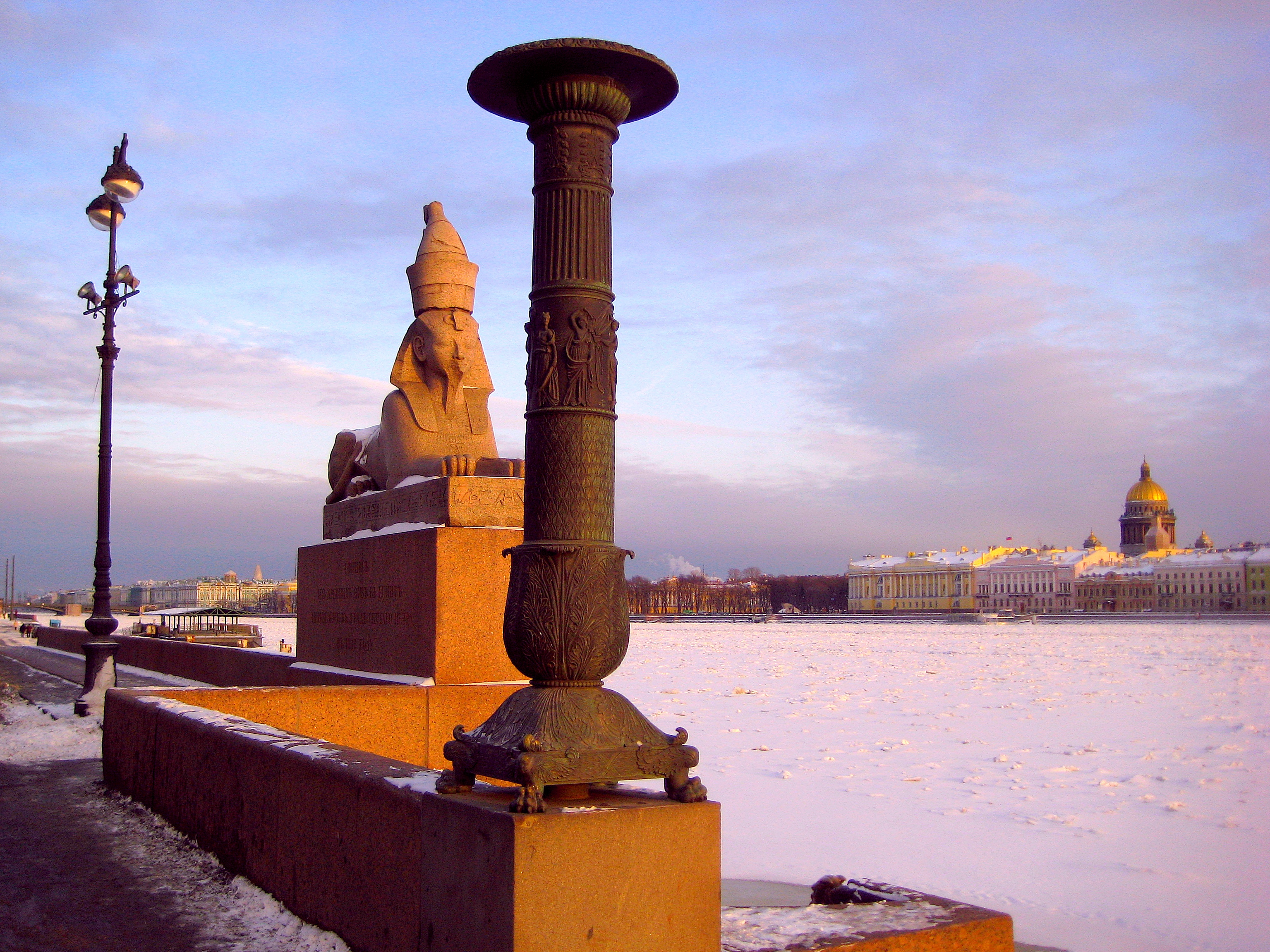
Sphinx.